# Miguel Viegas
Pour les articles homonymes, voir Viegas.
Miguel Viegas, né le 27 juin 1969 à Paris, est un homme politique portugais membre du Parti communiste portugais (PCP).

## Biographie
Après une carrière débutée comme vétérinaire, il devient universitaire en économie. Il est élu au Parlement européen lors des élections européennes de 2014, où il siège au sein de la Gauche unitaire européenne/Gauche verte nordique.